# 셰푸즈

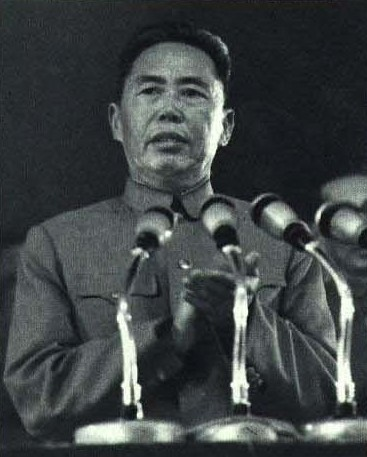

셰푸즈(謝富治, 1909년 8월 26일 ~ 1972년 3월 26일)는 중국공산당 군사 지휘자, 정치지도원, 국가안전보장 전문가이다. 1909년 후베이성 훙안현에서 태어나 1972년 베이징시에서 사망했다. 셰푸즈는 마오쩌둥의 충인으로 알려져 있으며 문화대혁명 기간에 마오쩌둥의 적을 뒤쫓는 중요한 역할을 했다.
1931년 22세의 나이로 중국공산당에 들어갔다.